# Fútbol en Australia

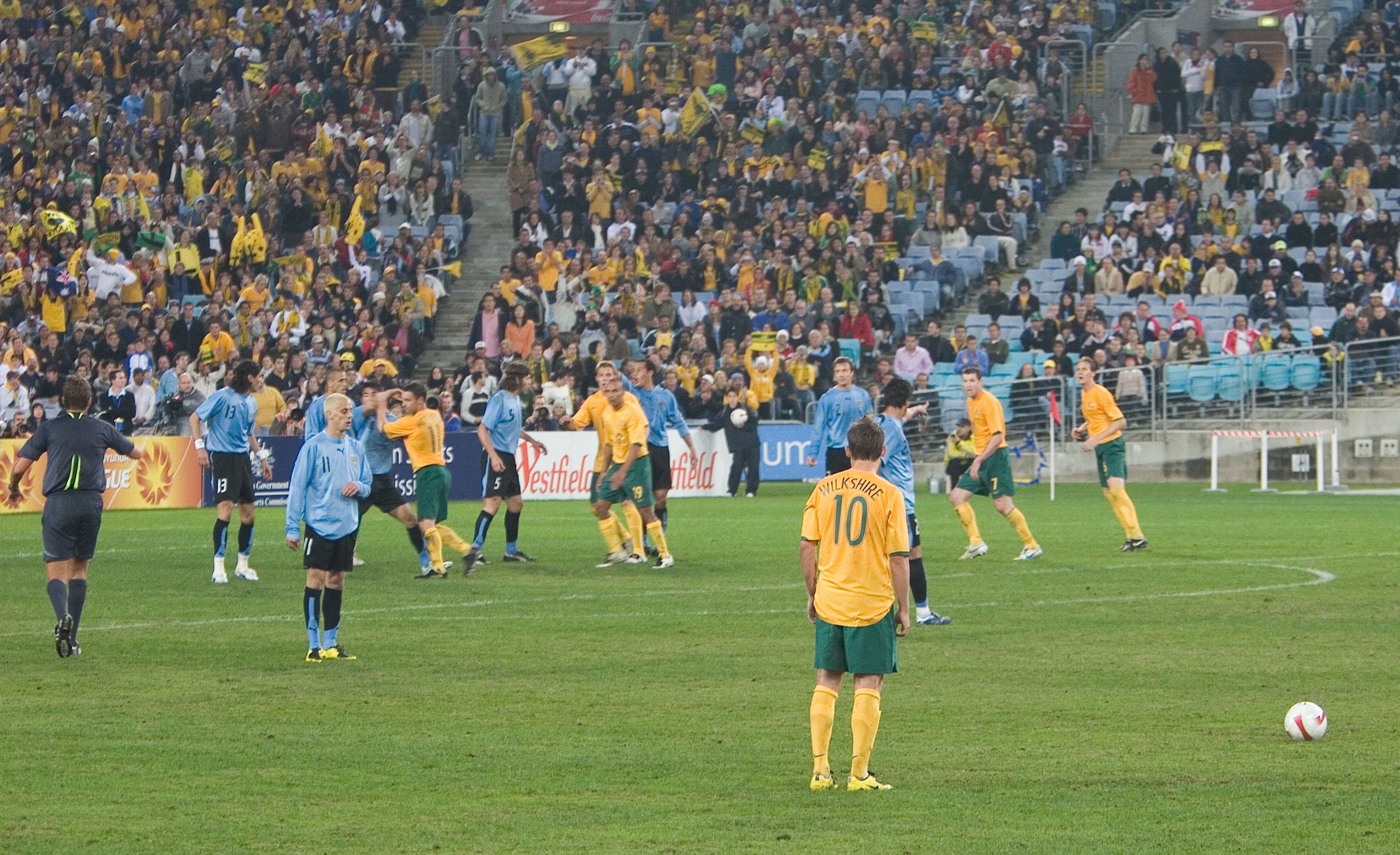
Partido de la selección australiana contra, disputado en Sídney (2007).

El fútbol en Australia, también conocido como soccer, es uno de los deportes más populares del país —por detrás del fútbol australiano y el rugby— y el deporte de equipo más practicado.
El fútbol llegó a Australia en el siglo XIX a través de inmigrantes británicos. El 14 de agosto de 1880 se jugó en Parramatta, al oeste de Sídney, el primer partido bajo reglamento entre el Wanderers F. C. y el King's School. Por otro lado, el club más longevo en activo es el Balgownie Rangers (1883). Durante muchos años el fútbol estuvo asociado a las comunidades inmigrantes, pero hoy en día la afición por este deporte se ha expandido a toda la población.
La Federación de Fútbol de Australia (FFA) es su máximo organismo profesional. Está formada por nueve federaciones representativas de cada estado. La FFA organiza la A-League —la primera y máxima competición de liga— y la FFA Cup, y gestiona la selección nacional masculina y femenina. Por debajo de la A-League se encuentran las distintas competiciones estatales. Según los datos de la FIFA, Australia tiene 3.868 clubes federados y 435.728 jugadores inscritos.
Australia está afiliada a la FIFA desde 1963 y forma parte de la Confederación Asiática de Fútbol desde el 1 de enero de 2006. Anteriormente perteneció a la Confederación de Fútbol de Oceanía.

## Historia
Los primeros documentos que recogen la práctica del fútbol en Australia datan de la década de 1830. Se tiene constancia de que el pionero fue el Wanderers Football Club de Sídney, el 3 de agosto de 1880. Once días después disputó el primer partido con reglamento contra el equipo de rugby del King's School en el suburbio de Parramatta, bajo la organización del profesor inglés John Walter Fletcher.
En 1882 se fundó la primera federación de fútbol, la Asociación de Fútbol de Nueva Gales del Sur, y dos años después Victoria y Queensland crearon las suyas. Para comienzos del siglo XX, casi todos los estados australianos ya contaban con sus propias competiciones, si bien la mayoría de clubes se localizaban en Sídney y sus alrededores. No existió una federación nacional hasta 1911 con la creación de la "Mancomunidad de Fútbol Asociación" (Commonwealth Football Association), que en 1921 fue reemplazada por la "Asociación de Fútbol de Australia" (Australian Soccer Association).

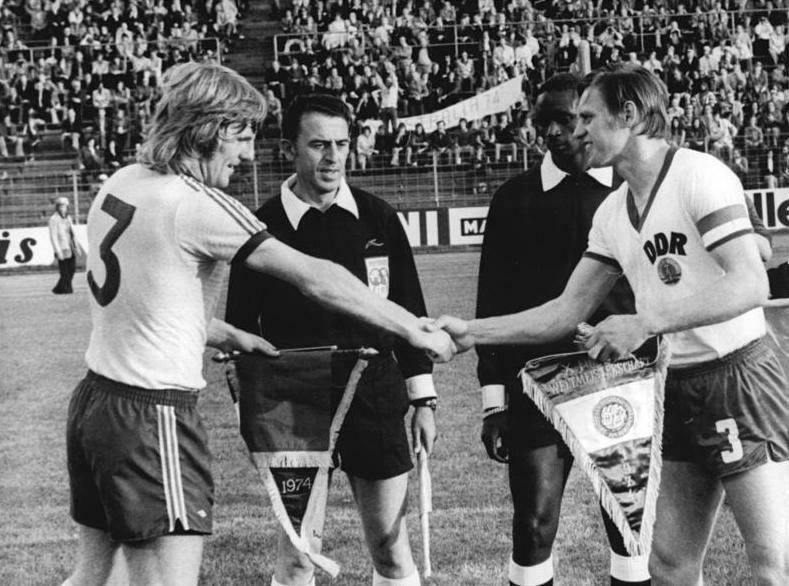
Peter Wilson, capitán en la Copa Mundial de 1974, estrecha la mano de Bernd Bransch antes de un partido de la fase de grupos.

El 17 de junio de 1922 la Selección de fútbol de Australia disputó su primer partido oficial frente a Nueva Zelanda. El encuentro tuvo lugar en Dunedin y se saldó con derrota por 1:3.
Aunque el fútbol era practicado en las grandes ciudades, no pudo competir en popularidad con otros deportes como el fútbol australiano, el rugby e incluso el críquet. Por otro lado, la lejanía del país respecto a las naciones futbolísticas de referencia deparó un desarrollo más lento que en otros países. Sin embargo, la situación cambió después de la Segunda Guerra Mundial, cuando el gobierno instigó un programa masivo para atraer la inmigración europea. Los nuevos habitantes se valieron del fútbol como una herramienta de integración, pues los jugadores extranjeros eran mayoría, y se impulsó el nivel competitivo del país. Los equipos más fuertes en aquella época fueron fundados por grupos de inmigrantes (en especial griegos, croatas, serbios e italianos).
Australia ingresó en la FIFA en 1956, pero fue expulsada cuatro años después por alinear extranjeros en partidos internacionales. El país tuvo que pagar una multa de 30.000 libras esterlinas para regresar al organismo en 1963.
En 1961 se fundó la actual Federación de Fútbol de Australia. El país había tratado de unirse a la Confederación Asiática (AFC) en varias ocasiones, pero sus peticiones fueron rechazadas. En su lugar, participó en la fundación de la Confederación de Fútbol de Oceanía (OFC) el 15 de noviembre de 1966. La primera presencia de los Socceroos en una Copa Mundial de Fútbol fue en la edición de 1974, tras derrotar a Corea del Sur en una fase de clasificación que requirió de un partido de desempate. Australia formó parte de la AFC por primera vez desde 1972 hasta 1978, cuando regresó al organismo de Oceanía.
Con el nacimiento de la federación se pretendía también desarrollar las primeras competiciones nacionales, pues hasta la década de 1960 solo había torneos estatales. En 1962 se creó la Copa de Australia, de la que solo se celebraron seis ediciones hasta su desaparición en 1968. Y en 1977 se llegó a un acuerdo para fundar la National Soccer League (NSL), que durante 28 años fue la máxima división. A partir de la década de 1990 la federación (entonces conocida como "Soccer Australia") trató de borrar del imaginario colectivo la idea de que el fútbol era un deporte de inmigrantes. Además de impulsar la creación de nuevas franquicias, pidió al resto de clubes que eliminaran cualquier vinculación étnica que pudieran tener.
A comienzos de la década de 2000, el fútbol del país enfrentaba varios problemas: la falta de popularidad de los torneos nacionales, la mala organización en el seno de la federación y la ausencia australiana en los Mundiales de fútbol. El gobierno impulsó en 2003 una comisión independiente, encabezada por David Crawford y el exfutbolista Johnny Warren, que elaboró un informe con recomendaciones. Poco tiempo después, se produjo la refundación de la Federación de Fútbol de Australia y la creación de una máxima división profesional, la A-League, que establecía una franquicia por ciudad, mejores opciones de atraer jugadores extranjeros y un límite salarial para garantizar la viabilidad del torneo.
El país se clasificó para la Copa Mundial de Fútbol de 2006, treinta y dos años después de la última vez. El 1 de enero de 2006 reingresó en la Confederación Asiática, con el objetivo de mejorar el nivel competitivo y tener más posibilidades de clasificación en el Mundial, algo que consiguieron también en las ediciones de 2010 y 2014. Los mejores resultados en ese torneo hasta la fecha han sido dos clasificaciones para octavos de final en las ediciones de 2006 y 2022.
Australia se proclamó campeón de la Copa Asiática en su edición de 2015, que a su vez fue el primer gran evento futbolístico organizado en el país.

## Competiciones oficiales entre clubes

### Campeonatos de fútbol masculino

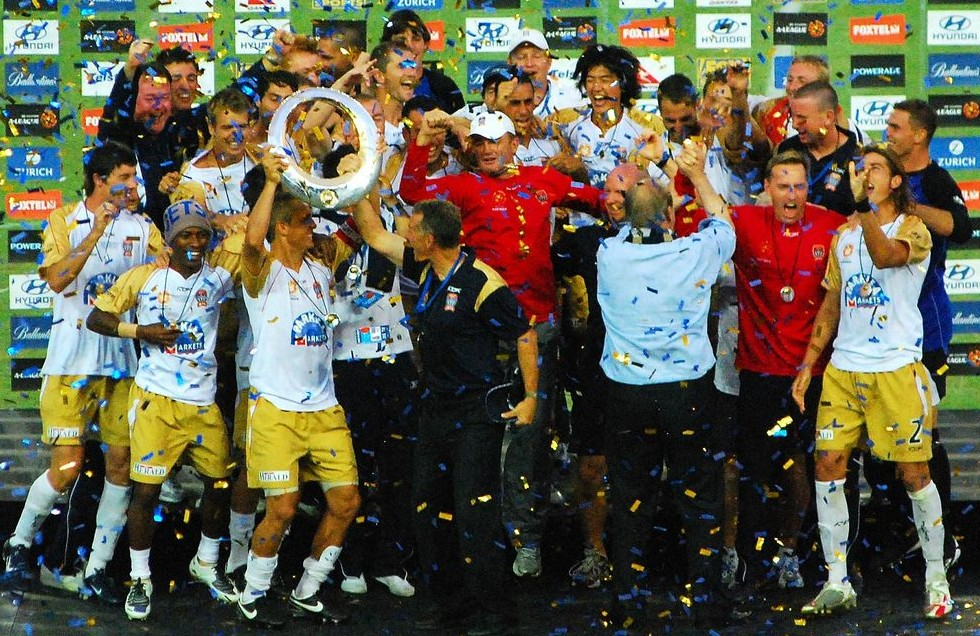
El Newcastle United Jets celebra la consecución de la A-League de la temporada 2007-08.

En Australia, la temporada de fútbol abarca todo el año, pero la celebración de cada competición depende de su nivel. Mientras las ligas profesionales se disputan en la primavera y verano austral (desde agosto hasta abril) para no coincidir con otros deportes más populares, las categorías semiprofesionales y amateur se juegan lugar en invierno.
El sistema de ligas depende de la Federación de Fútbol de Australia (FFA) a nivel nacional y de las federaciones estatales a nivel regional. No existe un sistema de ascensos y descensos entre la máxima categoría y las divisiones inferiores. Como Australia es el tercer país con menor densidad de población, los mejores clubes están concentrados en las zonas urbanas y el nivel entre estados es desigual. Casi todos los equipos federados se encuentran en Sídney y Melbourne. En contraste, el Territorio del Norte (el estado menos poblado del país) no contó con federación propia hasta 2005.
Solo existen dos competiciones profesionales; una liga y una copa:
- A-League: única liga profesional, cuya primera edición se disputó en la temporada 2005-06. En ella participan 10 equipos; la FFA limita las plazas e impone sus condiciones para participar. Cada ciudad tiene solo un club, salvo Sídney y Melbourne con dos. Primero se celebra una temporada regular, donde todos se enfrentan entre sí en 27 jornadas, tres rondas a ida y vuelta. Al término de esta fase, los seis mejores pasan a una fase eliminatoria por el título, que termina con una Gran Final donde sale el campeón. La A-League sustituyó en 2004 a la National Soccer League, que fue fundada en 1977 y duró veintiocho temporadas.

- FFA Cup: torneo de copa organizado por la FFA. En ella participan no solo los clubes de la A-League, sino también los el resto de competiciones. Su primera edición se celebró en la temporada 2014-15.

- National Youth League: categoría vinculada a la A-League, donde juegan futbolistas juveniles y reservas. Las plantillas deben estar formadas por gente entre 16 y 21 años, aunque se permite que cada equipo pueda contar con hasta cuatro miembros de edad superior.

Por debajo de la A-League no hay una segunda división, sino que se encuentra el sistema de ligas de cada estado. Todos gestionan su propio sistema salvo Nueva Gales del Sur, que lleva dos (norte y centro-sur). En 2013 se creó la National Premier Leagues, una organización que agrupa las máximas categorías de cada federación estatal. Al término de la temporada regular, los campeones estatales disputan una fase final por el título nacional semiprofesional.

### Campeonatos de fútbol femenino
La W-League es la única liga profesional de fútbol femenino australiano; su primera edición se disputó en la temporada 2008-09. En ella participan 8 equipos, la mayoría vinculados a franquicias de la A-League. Primero se celebra una temporada regular, donde todos los clubes se enfrentan entre sí en dos rondas de ida y vuelta. Al término de esta fase, los cuatro mejores juegan una fase eliminatoria a partido único por el título, que termina con una gran final. La anterior liga, Women's National Soccer League, duró desde 1996 hasta 2005.

## Selecciones de fútbol

### Selección masculina
La selección de Australia, en sus distintas categorías, está controlada por la Federación de Fútbol de Australia. A la masculina se la conoce popularmente por el nombre "Socceroos", un acrónimo de soccer (fútbol) y kangaroo (canguro). Desde 2006 participa en las competiciones de la Confederación Asiática de Fútbol. Su primer partido oficial fue el 17 de junio de 1922 en Dunedin ante Nueva Zelanda, con derrota por 1:3. Este encuentro fue además el primer compromiso internacional de ambos países.
Ha logrado clasificarse para seis Copas Mundiales de Fútbol y tres Copas Confederaciones. En su palmarés internacional figuran cuatro Copas de las Naciones de Oceanía y una Copa Asiática (2015). 
La primera vez jugó un Mundial fue en la edición de Alemania 1974, en una fase de clasificación donde se encuadró a asiáticos y oceánicos en el mismo grupo. Tras esa hazaña estuvo 32 años ausente del torneo, en parte perjudicado por el sistema de clasificación. Dado que la Confederación de Oceanía no tenía plaza fija, su campeón debía jugarse todas sus opciones en una eliminatoria contra la selección de un continente más potente, generalmente Sudamérica. Regresó a un Mundial en la edición de Alemania 2006, en la que llegó hasta octavos de final. Desde que participa en las clasificatorias de Asia (con cuatro plazas fijas) ha logrado clasificarse de manera consecutiva en los mundiales de Sudáfrica 2010, Brasil 2014, Rusia 2018 y Catar 2022.
Su rival tradicional es Nueva Zelanda, con quien se disputaba la hegemonía del fútbol en Oceanía durante el tiempo que coincidieron en la OFC.
Australia ostenta el récord de la mayor victoria internacional en un partido oficial, al ganar el 11 de abril de 2001 a Samoa Americana por un contundente 31-0.

### Selección femenina

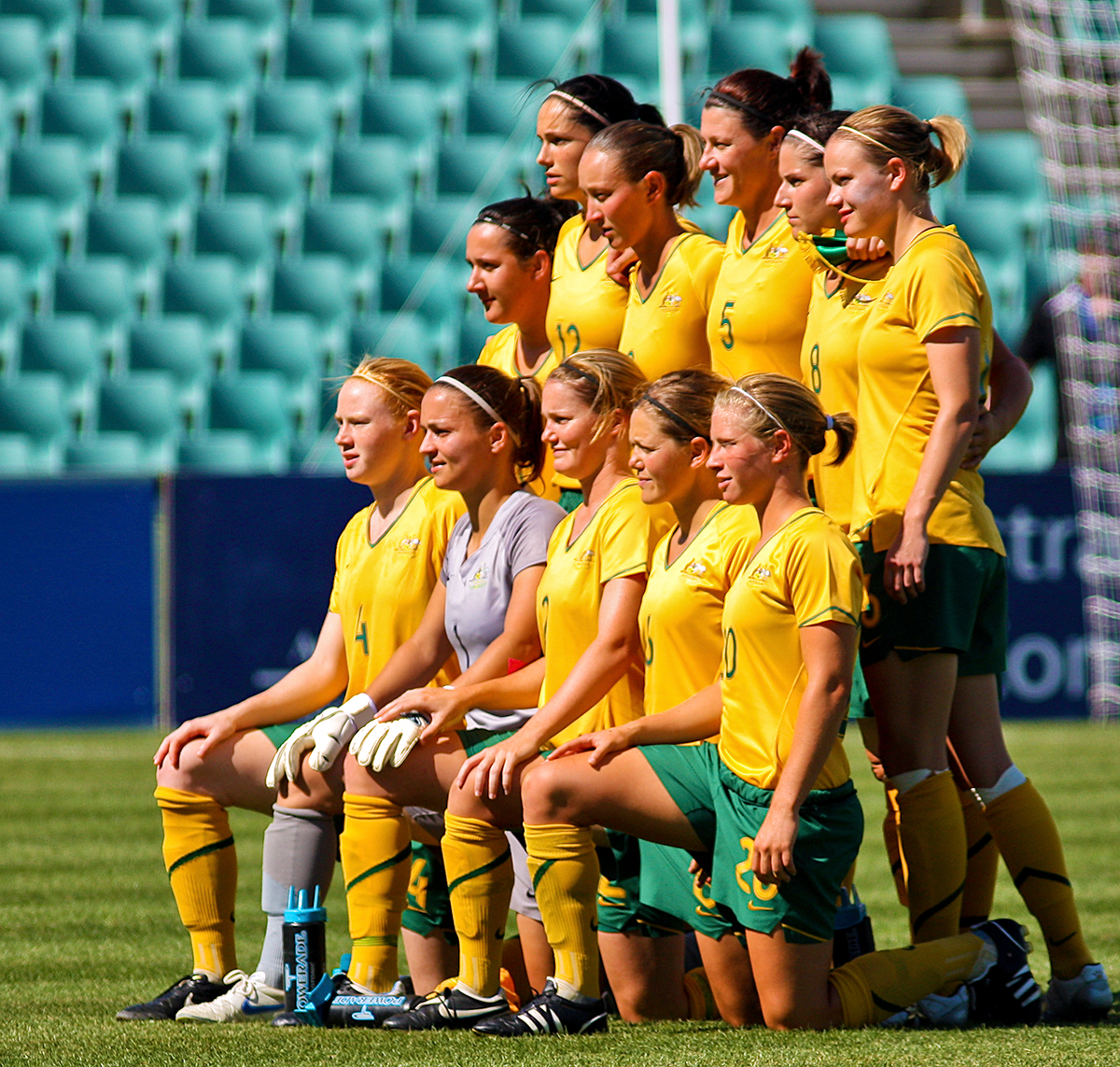
Once inicial de la selección femenina, conocida también por el sobrenombre "Matildas".

La selección femenina de Australia disputó su primer partido el 6 de octubre de 1979 en Sutherland ante Nueva Zelanda, con resultado de empate (2:2). Se las conoce popularmente como "Matildas" en referencia a la canción nacional "Waltzing Matilda".
El equipo ha logrado clasificarse cinco veces a la Copa Mundial Femenina de Fútbol y dos veces en los Juegos Olímpicos. En su palmarés figuran tres Campeonatos de la OFC y una Copa Asiática femenina. Si bien es cierto que nunca han ganado el Mundial, han logrado presencias consecutivas en todas las ediciones desde su debut en 1995. Su mejor papel en una competición internacional fue en los Juegos Olímpicos de Tokio 2020, donde quedaron en cuarta posición al perder 4:3 con la selección estadounidense. 
Uno de los mayores iconos de su fútbol femenino es Cheryl Salisbury, que ostenta el récord de convocatorias y goles en partidos internacionales.

## Clubes
Según datos de la FIFA, Australia tiene 3.868 clubes federados y 435.728 jugadores inscritos.
El primer club legalmente establecido fue el Wanderers Football Club de Sídney, fundado el 3 de agosto de 1880 y que actualmente no existe. Por otro lado, el más longevo en activo es el Balgownie Rangers de Wollongong, que comenzó a competir en 1883. Actualmente participa en la liga del distrito de Illawarra, una de las categorías inferiores de Nueva Gales del Sur.
Los equipos profesionales más importantes son los que participan en la A-League. Casi todos se fundaron entre la década de 1990 y la década de 2000. La Federación limita la participación, mediante la concesión de franquicias bajo una serie de condiciones. Si no las cumplen, pueden inscribirse en otra liga o desaparecer. En sus inicios solo podía haber un participante por ciudad, pero la limitación se levantó en 2010 para satisfacer las demandas de las localidades más pobladas.
- Melbourne Victory y Melbourne City (Melbourne)
- Sydney F. C. y Western Sydney Wanderers (Sídney)
- Brisbane Roar (Brisbane)
- Adelaide United (Adelaida)
- Perth Glory (Perth)
- Newcastle Jets (Newcastle)
- Central Coast Mariners (Central Coast)

La mayoría de los clubes federados juegan en las categorías estatales, de categoría semiprofesional o amateur. Muchos fueron fundados entre la década de 1950 y la 1960 por las comunidades de inmigrantes europeos que se establecieron en Australia después de la Segunda Guerra Mundial. Los clubes étnicos fueron muy importantes para el desarrollo del fútbol y buena parte de ellos jugaron en la National Soccer League, la máxima categoría desde 1977 hasta 2004. Las comunidades más activas son la griega (South Melbourne, Sydney Olympic), la croata (Melbourne Knights, Sydney United), la italiana (Adelaide City, Marconi Stallions, APIA Leichhardt Tigers) y la serbia (Bonnyrigg White Eagles, Canberra White Eagles).
Durante la década de 1990 la Federación impulsó la creación de nuevas entidades sin vinculación étnica para atraer aficionados de todo el país. Algunos ejemplos con Perth Glory —el primero profesional de Australia Occidental y miembro de la A-League—, South Coast Wolves (Wollongong) o Brisbane Strikers se han consolidado. Sin embargo, otros desaparecieron por problemas económicos, tal y como le pasó al Carlton Soccer Club (vinculado a la franquicia de fútbol australiano) o al Canberra Cosmos.

## Futbolistas

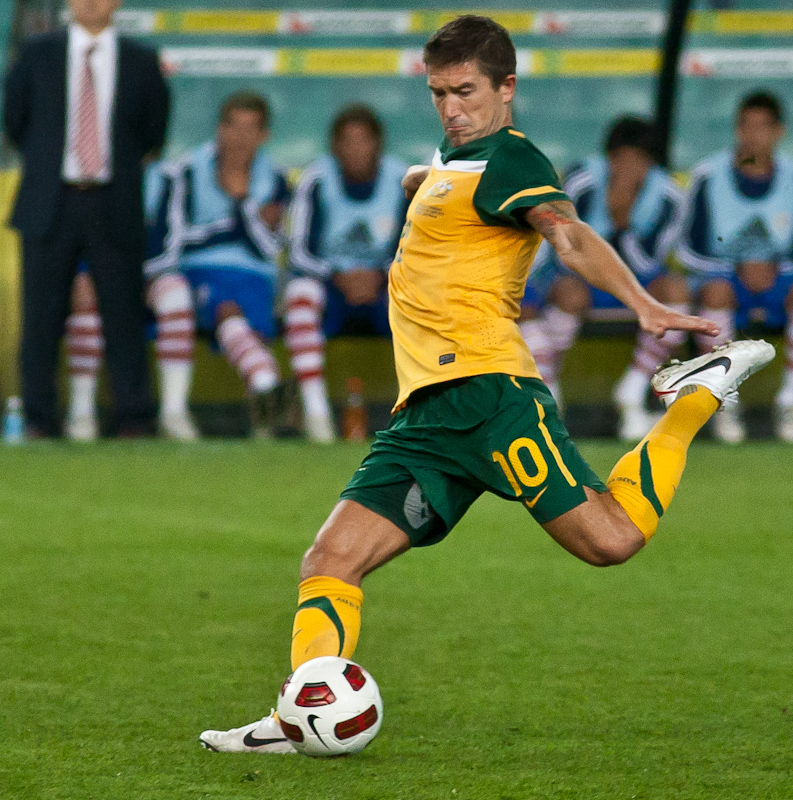
Harry Kewell.

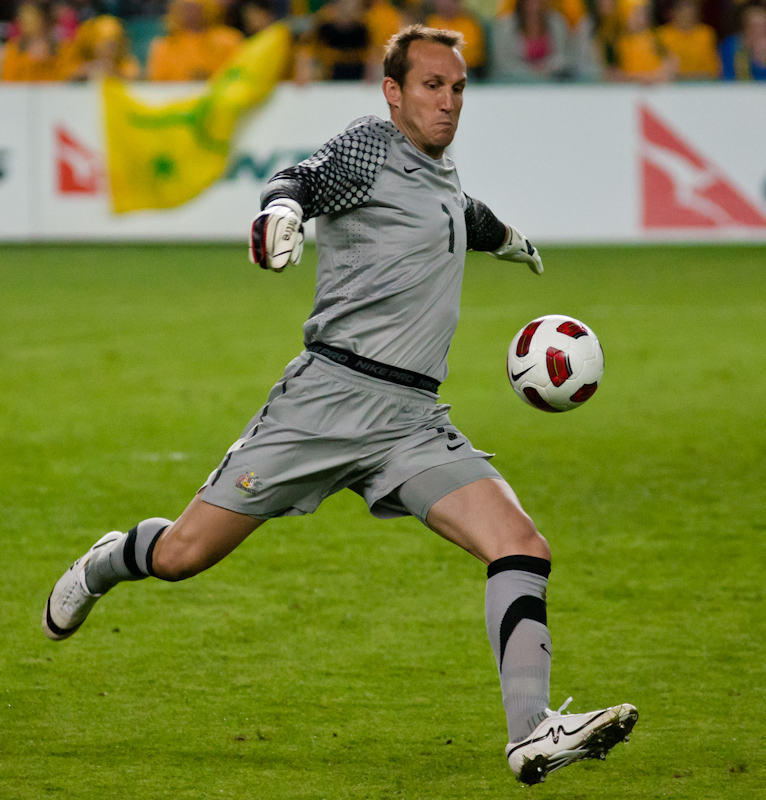
Mark Schwarzer.

La mayoría de internacionales con la selección australiana han desarrollado su carrera en el extranjero, principalmente en competiciones europeas o asiáticas. Dado que muchos eran de ascendencia europea, pudieron optar a la doble nacionalidad y jugar en cualquier club en el momento que la Ley Bosman entró en vigor.
A partir de la década de 1990, el fútbol del país vivió una de sus épocas más prolíficas con el surgimiento de nuevos talentos, descubiertos en las divisiones juveniles y que se formaron como profesionales en Europa. Algunos de sus nombres más destacados fueron Mark Bosnich, Ned Zelić, Mark Schwarzer, Frank Farina, Robbie Slater, Jason van Blerk, Aurelio Vidmar, John Aloisi, Harry Kewell, Mark Viduka, Craig Moore, Mark Bresciano y Tim Cahill entre muchos otros. La selección que participó en la convocatoria del Mundial 2006 y en la de 2010 fue calificada por la prensa local como "la generación de oro".
Por otro lado, ha habido australianos (naturales o emigrados) que han preferido competir con otros países. Los casos más conocidos son los de Craig Johnston y Tony Dorigo (que eligieron a Inglaterra), Josip Šimunić, Anthony Šerić y Joey Didulica (Croacia), Ivan Ergić (Serbia) y Christian Vieri (Italia).
El Salón de la Fama del Deporte de Australia ha reconocido la trayectoria de seis futbolistas:
- Alfred Quill: Se desempeñó como delantero y estuvo en activo desde 1927 hasta 1949. Ostenta un récord de 868 goles en partidos oficiales. Fue siete veces internacional.[20]
- Joe Marston (1928-2015): Defensa que podía jugar de central y lateral derecho. Su carrera comenzó en 1943 y siete años después tuvo la oportunidad de irse a Inglaterra para jugar en el Preston North End, donde permaneció cinco años. Fue el primer australiano que participó en una final de la FA Cup, en su edición de 1954. A su retirada se convirtió en entrenador. Fue 37 veces internacional.[21]
- Ralé Rašić (1935): Aunque también fue jugador, el Salón de la Fama reconoció especialmente su trayectoria como entrenador. De origen bosnio, jugó en distintos equipos balcánicos antes de emigrar a Australia, donde estuvo en el Footscray JUST. Con tan solo 34 años fue nombrado seleccionador nacional y consiguió la clasificación para el Mundial de 1974. En un país falto de referencias futbolísticas internacionales, Rašić introdujo conceptos, métodos de trabajo y tácticas de la antigua Yugoslavia.[22]
- Johnny Warren (1943-2004): Considerado el "padre" del soccer por el continuo apoyo que prestó a su desarrollo como futbolista, entrenador y periodista. Jugó como centrocampista. Con el combinado nacional ha jugado 42 veces (seis goles) y formó parte de la convocatoria en la Copa Mundial de Fútbol de 1974. En vida, fue el primer australiano condecorado con la Orden del Imperio Británico y con la Orden del Mérito de la FIFA.[23]
- Peter Wilson (1947): Nacido en Inglaterra, fue uno de los primeros ejemplos de la contribución de los inmigrantes al fútbol nacional. Al no poder desarrollar una carrera profesional en su país por una lesión, emigró con 18 años y jugó hasta en cinco equipos distintos. Se consolidó desde la posición de líbero y fue fijo de la selección con 64 convocatorias (tres goles), sesenta de ellas como capitán.[24]
- Ray Baartz (1947): Delantero centro goleador que también podía jugar en la mediapunta. Con 17 años se marchó al Manchester United gracias a una beca de seis meses y a su regreso el Hakoah Sydney City le fichó por 5.600 libras, récord en aquella época. Desde 1967 hasta 1974 marcó un total de 211 goles en 236 partidos. A nivel internacional, jugó 48 veces (18 goles). Sin embargo, tuvo que retirarse por una grave lesión que sufrió en un compromiso internacional contra Uruguay. Continúa vinculado al fútbol como entrenador y directivo.[25]

El sindicato de futbolistas se llama Professional Footballers Australia. Comenzó su actividad en 1993 y su presidente es Simon Colosimo.